# Istiqlal

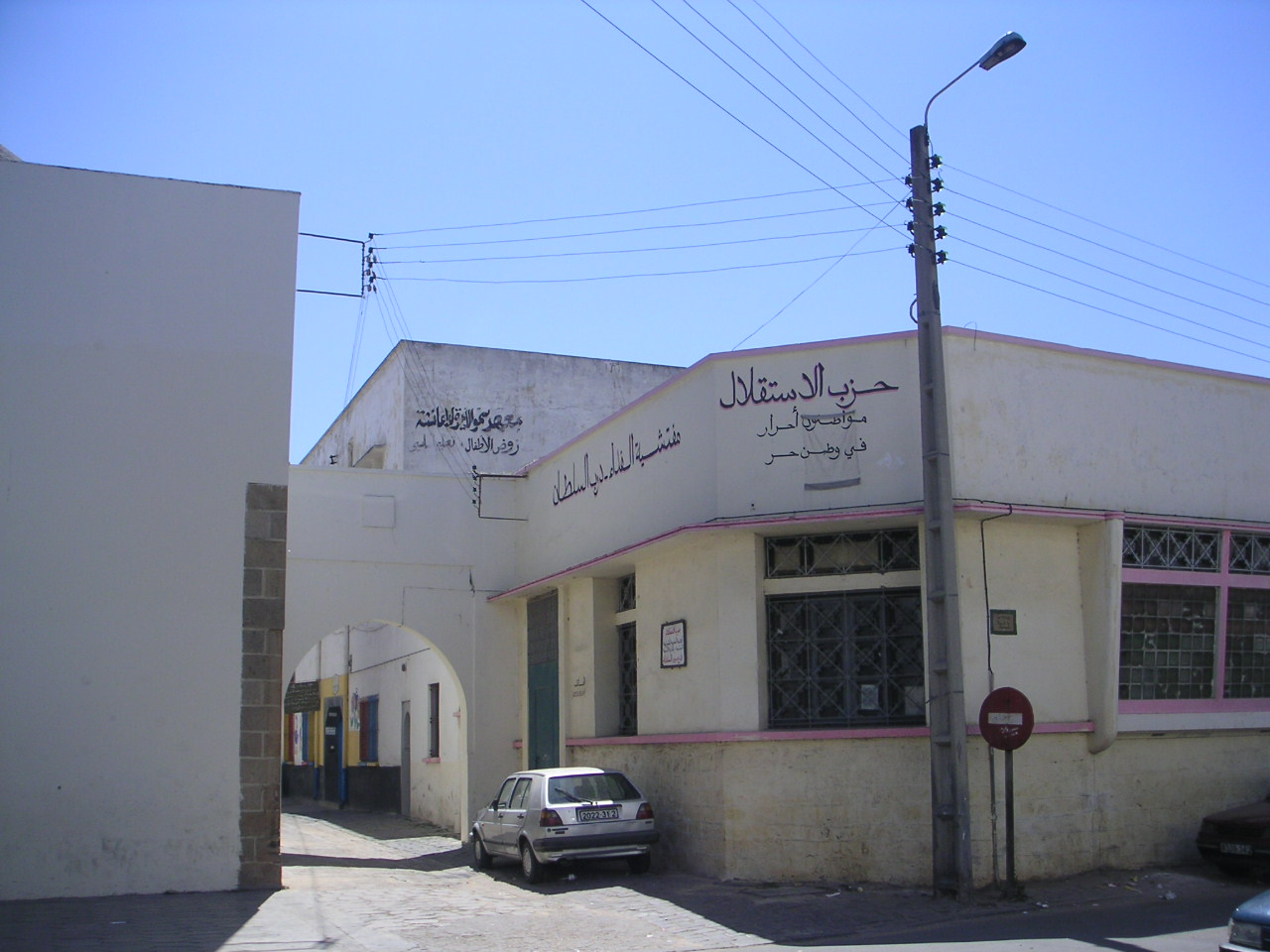
Istiqlals högkvarter i Casablanca

Istiqlal (arabiska حزب الإستقلال), är ett politiskt parti i Marocko. Det är ett konservativt och rojalistiskt parti. Partiet grundades under 10 december 1943 och var nationalistiskt. Partiet var pådrivande för fullständig självständighet från Frankrike under 1940- och 1950-talen och drev en linje att Frankrike skulle lämna Marocko vilket också skedde 1956. Partiet vann parlamentsvalet 2007 och partiets ledare Abbas El Fassi var också Marockos premiärminister från den 19 september 2007 till den 29 november 2011. Därefter har partiet suttit i opposition.